# Basilique Saint-Servais de Maastricht
La basilique Saint-Servais (en néerlandais : Sint-Servaasbasiliek) est un édifice religieux catholique sis dans la ville de Maastricht aux Pays-Bas. Construite aux XIe et XIIe siècles et placée sous le vocable de saint Servais, elle remplace une église plus ancienne du VIe siècle. Abritant le tombeau de saint Servais et important lieu de pèlerinage, elle fut élevée au rang de basilique mineure par le pape Jean-Paul II durant sa visite pastorale de 1985.

## Histoire
Sous la menace des incursions germaniques, saint Servais, évêque de Tongres, se réfugia à Maastricht où il mourut en 384. Il fut enterré, selon la coutume romaine, le long d'une voie passante. Au-dessus de son tombeau fut d'abord construite une petite chapelle, laquelle fut remplacée par une grande église en pierre (appelée Magnum Templum) vers 550. Saint Monulphe était alors évêque de Maastricht.
On peut rappeler l'importance de cet évêque dans la région : avec Servais, le siège de l'évêché de Tongres, cité antique, passa à Maastricht à l'époque mérovingienne avant de déménager une seconde fois pour se fixer à Liège (cathédrale Saint-Lambert dédiée à l'évêque de Maastricht saint Lambert et démolie durant les troubles liés à la Révolution française).
En 721, Charles Martel vainquit les Sarrasins à Narbonne. Attribuant cette victoire à la protection de saint Servais, les Carolingiens firent construire un nouvel édifice. Vers l'an 1000, le prévôt Geldulphe fit ajouter un déambulatoire autour du sarcophage de saint Servais. Henri III, empereur du Saint-Empire, assista à la consécration du lieu avec douze évêques en 1039.
Pour remplacer celle-ci, une nouvelle église fut construite sur le modèle des basiliques romaines sur l'ordre de Humbert (nl). La construction fut achevée en 1180 avec la finalisation du narthex. Deux tours furent aussi ajoutées ainsi qu'un portail gothique, le bergportaal. Les chapelles latérales étaient de nature gothique. Entre 1440 et 1460, les nef et transept furent pourvus de voûte croisées d'ogive.
Trois flèches baroques furent ajoutées, mais elles furent démolies par l'architecte P. Cuypers lors de la restauration en 1886.

## Extérieur
La basilique est séparée de l'église Saint-Jean par une ruelle appelée vagevuur (« purgatoire »).
L'abside s'inspire de la cathédrale de Spire où les empereurs allemands sont ensevelis. L'entrée principale, située à l'est, est constituée de deux grandes portes de bronze, placées en 1989. Celle la plus au nord (présentant les armoiries pontificales, rappelant la visite de Jean-Paul II le 14 mai 1985) est faite par Appie Drielsma (nl), tandis que la porte du sud (présentant deux fleuves) est faite par Piet Killaars (nl). Leurs décorations ont été inspirées par le psaume 122,1.
Au sud se trouve le baptistère et le « bergportaal » (« portail de la montagne »), situé à l'emplacement d'une colline. Sa construction commença entre 1225 et 1250 et fut influencée par le style gothique français, notamment celui de la cathédrale de Senlis. Il est situé place Hendrik van Veldeke. Les tympans représente trois tableaux : Dormition de  la Vierge, Assomption et Couronnement de Marie ; et les voussures présentent les patriarches, prophètes et rois d’Israël. L'arbre généalogique de saint Servais, qui figure dans bergportaal, remonte jusqu'à Jésus-Christ.
La partie ouest comporte deux tours et en comptait autrefois trois. Pour soutenir l'ensemble, des murs à arcades furent construits, reliant l'église à la prévôté.
Au nord se trouve le cloître et, au centre le jardin, l'ancien bourdon, appelé grameer (grand-mère) y est exposé.

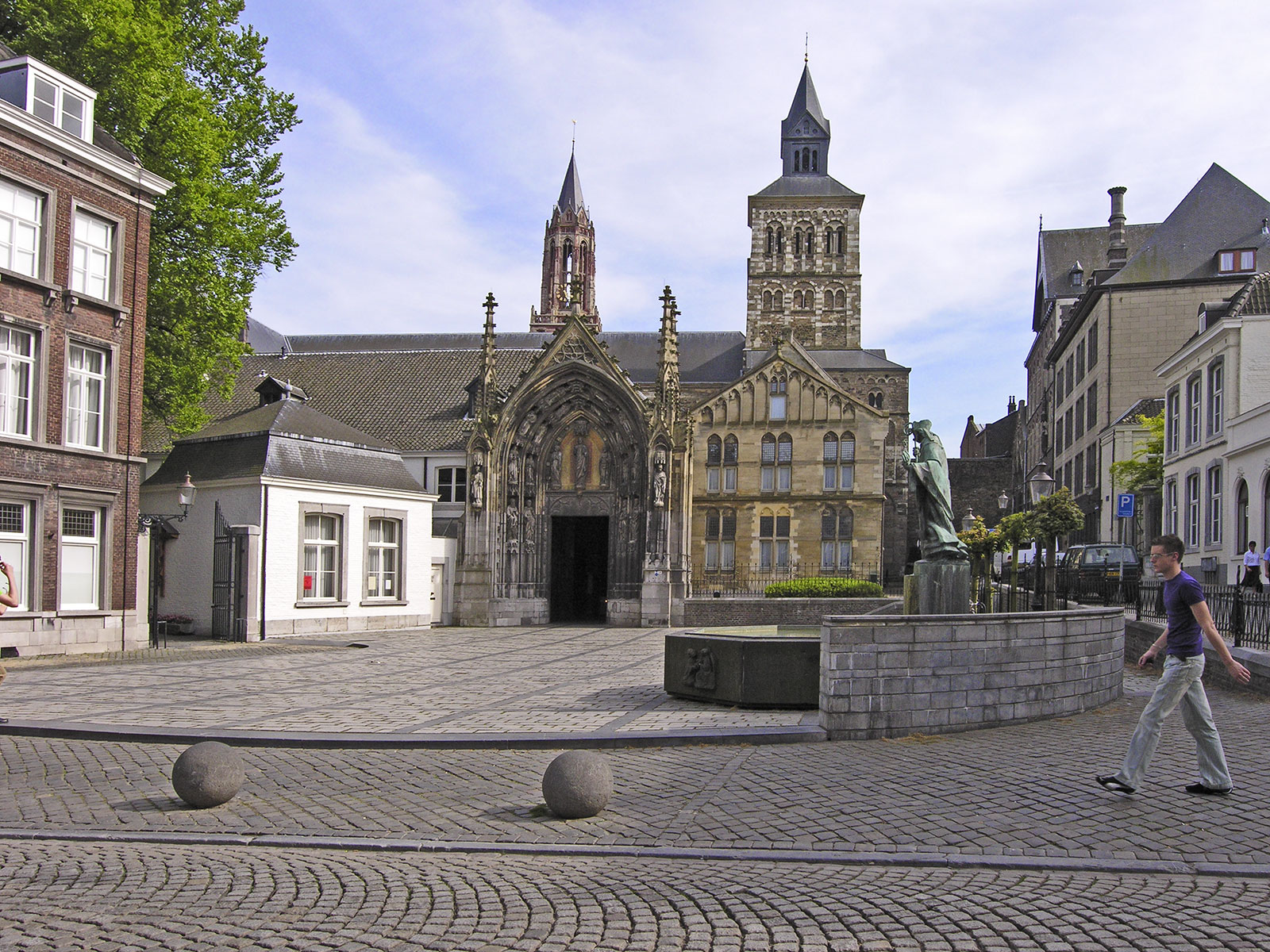
Entrée sur Keizer Karelplein.
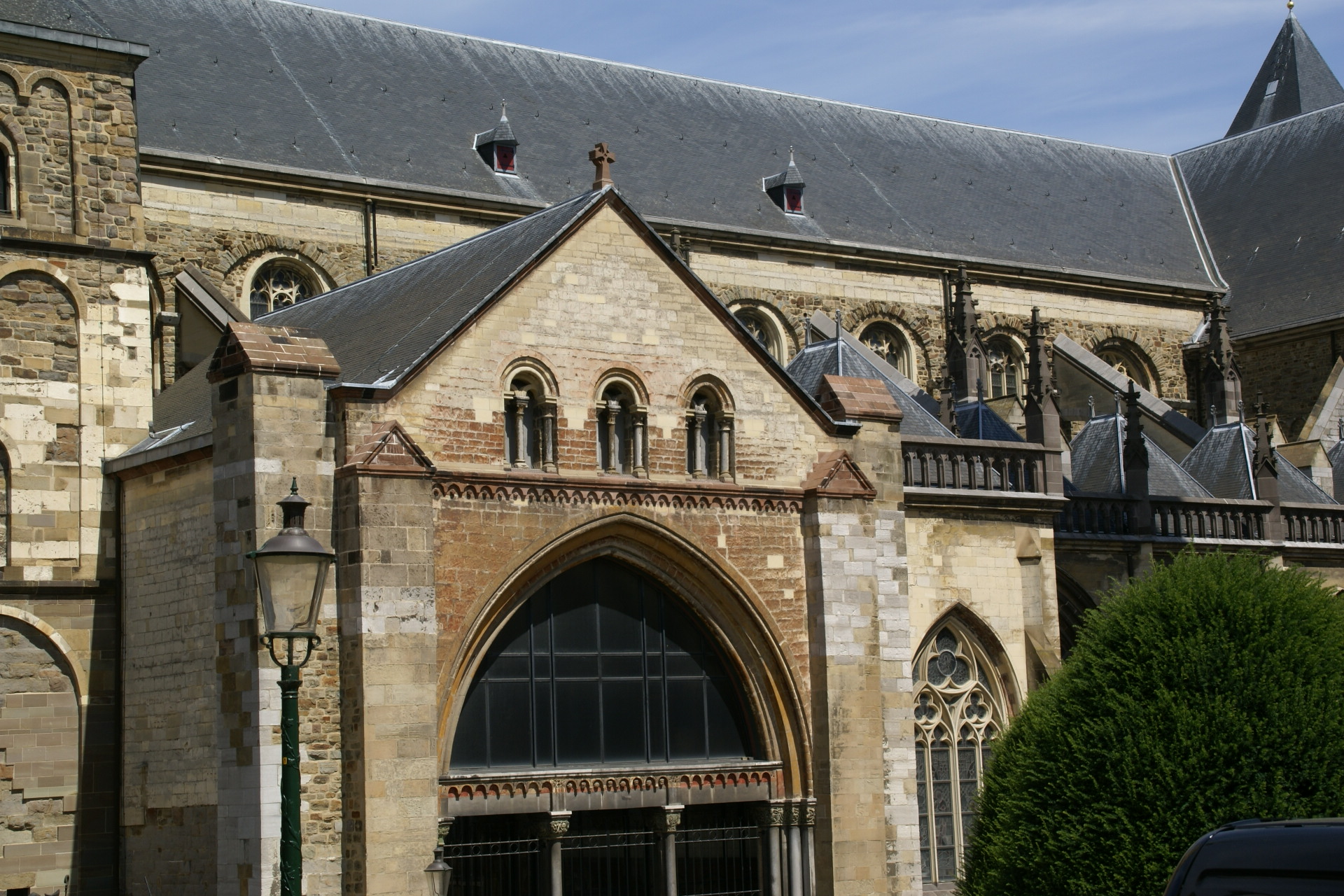
Le bergportaal.
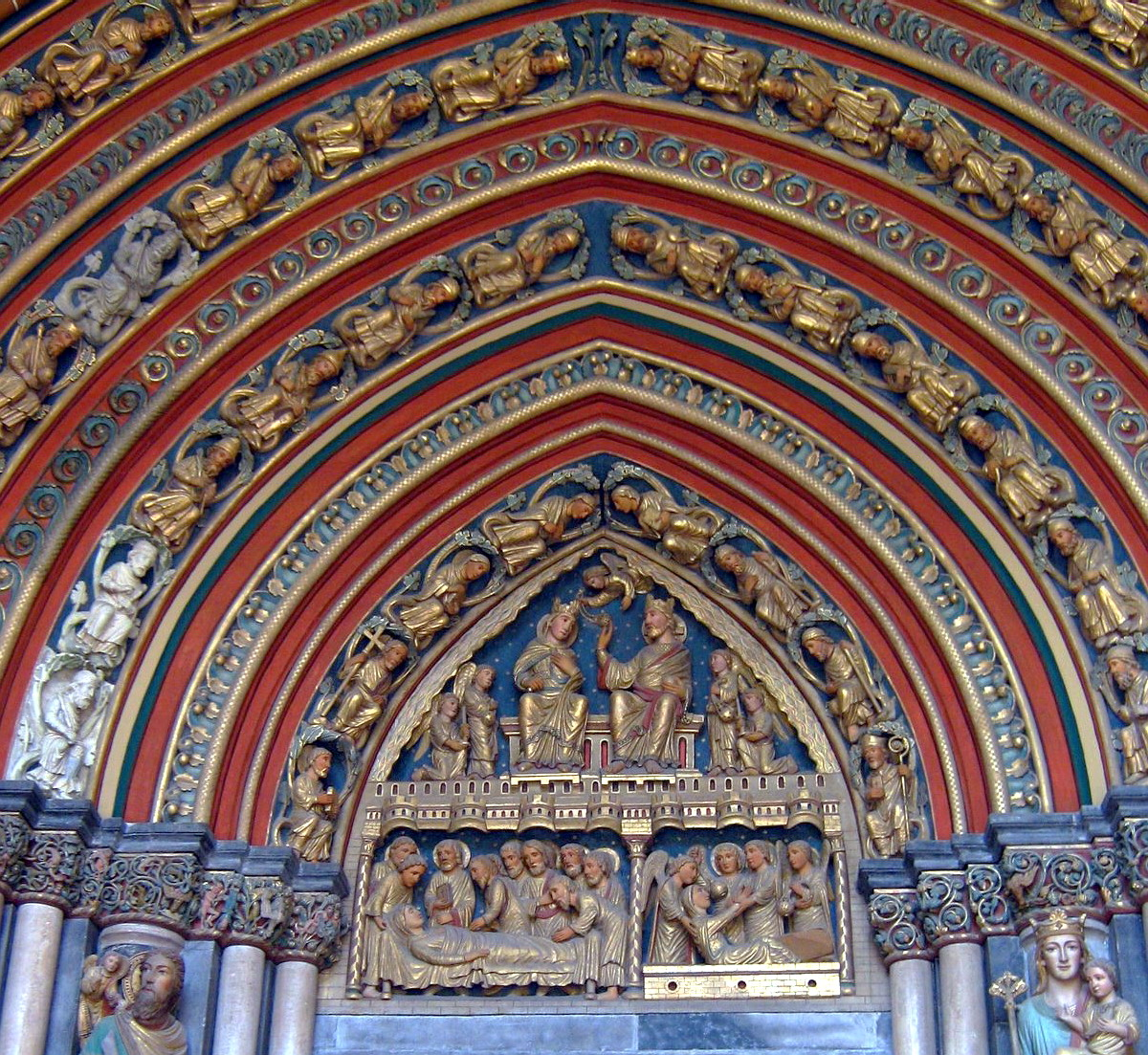
Détail du bergportaal.
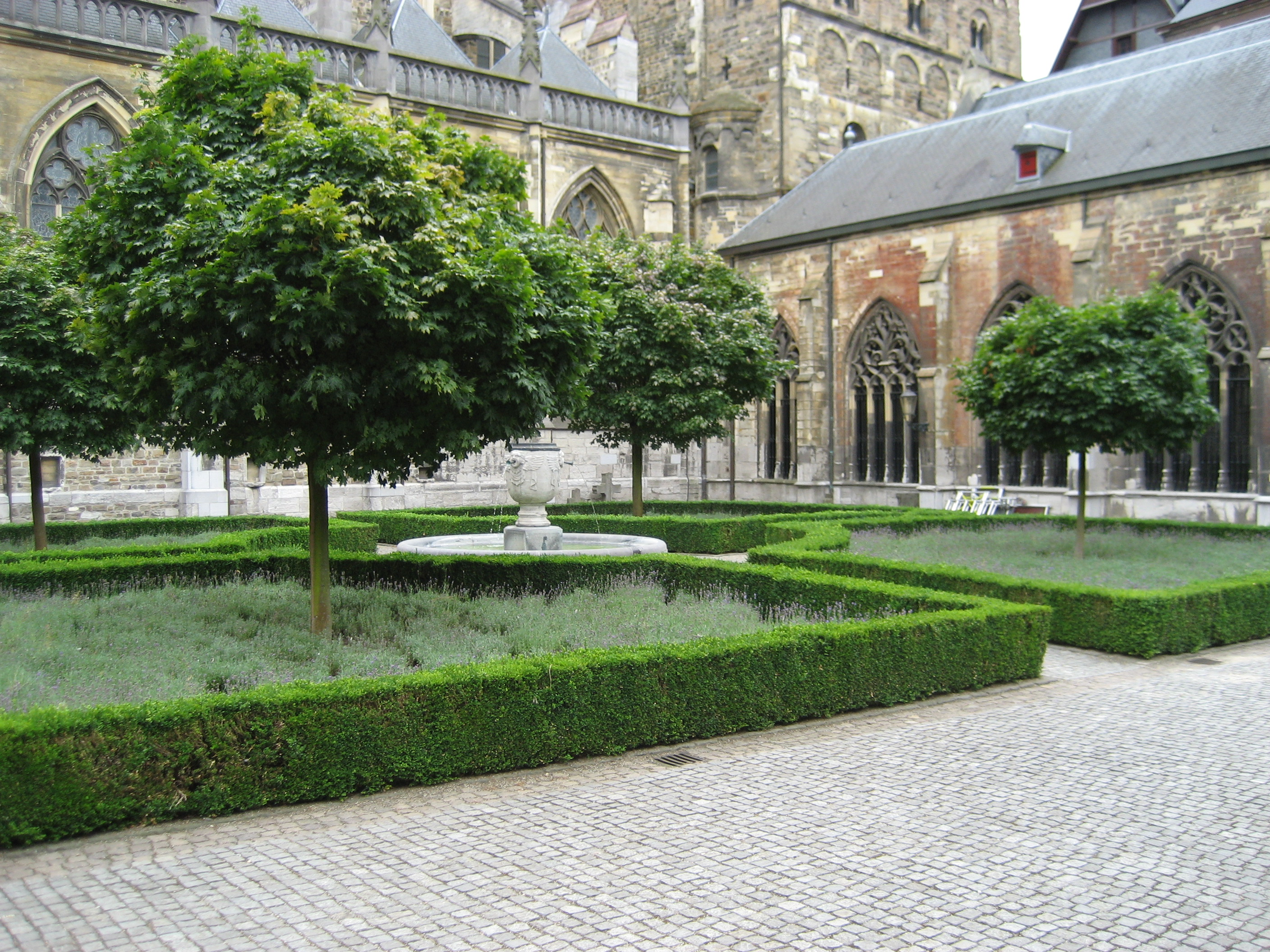
La cour intérieure.

## Intérieur

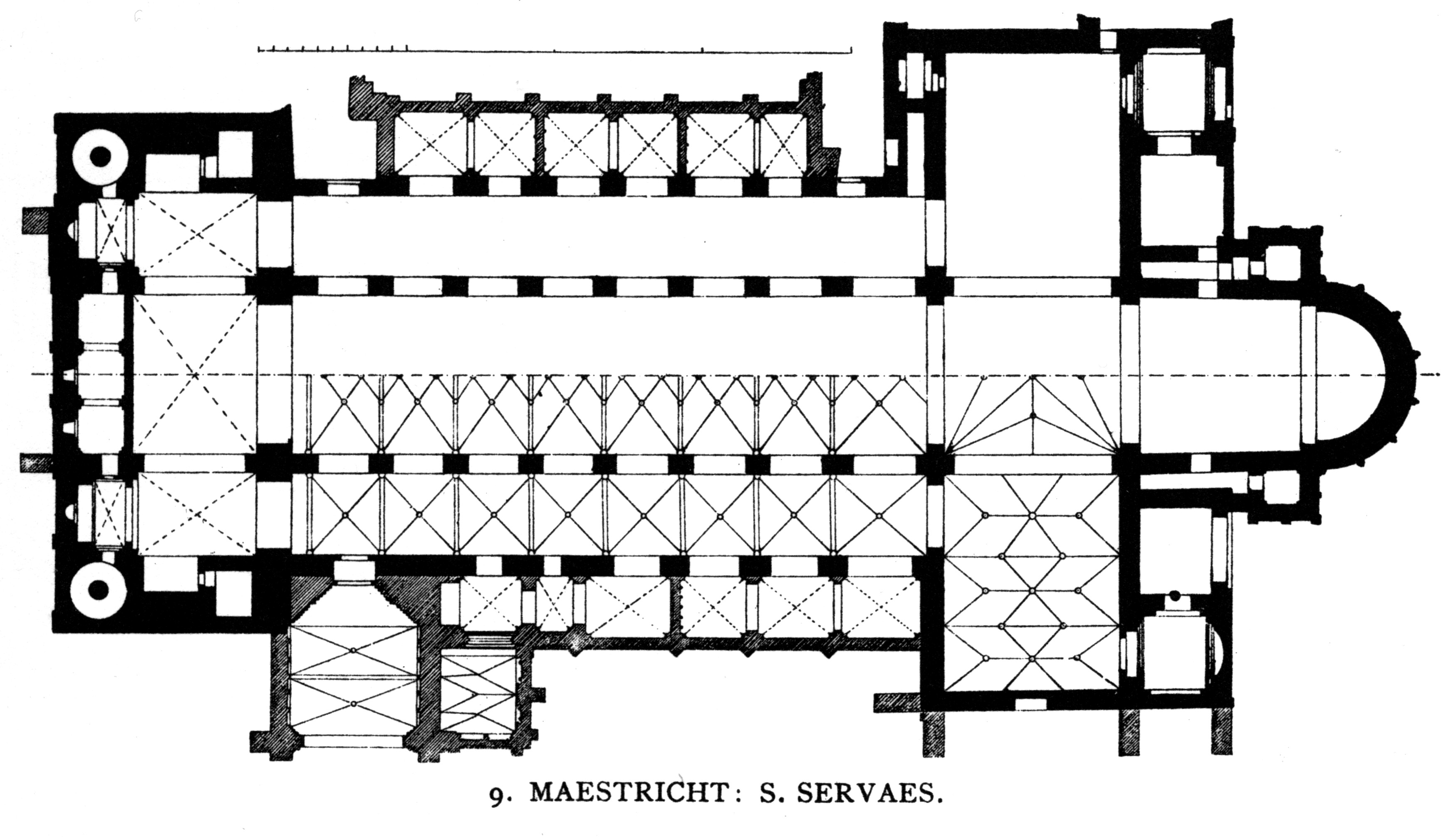
Plan de la basilique.

L'entrée de l'église se trouve sur la Keizer Karelplein (place de l'empereur Charlemagne). Elle est ornée de statues du Christ avec à ses côtés les saints Pierre et Servais.
La nef a une largeur de onze mètres, une longueur de 53 mètres et une hauteur de 21 mètres. Les orgues au fond datent en partie du XVIIe siècle.
En 1087, l'église devint une église impériale. Ceci s'est traduit dans l'architecture du westbau (la partie occidentale). C'est sans doute alors qu'elle devient 'église collégiale'.
La séparation entre le westbau et la nef est ornée d'une sculpture de 1170.
L'autel, dans le sanctuaire, date de 1990 et a été fait par R. Brouwers. La croix, située au-dessus de l'autel, date du XVIe siècle. Les fresques de la voûte de l'abside représentent le Christ lors du Jugement dernier selon Saint-Jean. Elles ont été exécutées par Alexandre Klaesener. À gauche du sanctuaire se trouve une statue médiévale de saint Servais écrasant un dragon de sa crosse épiscopale (symbole de l'hérésie d'Arius). En vis-à-vis se trouve une statue de saint Lambert, dernier évêque de Maastricht, assassiné à Liège en 705.
À peu près au-dessous du sanctuaire de la basilique se trouve le lieu où fut enseveli saint Servais en 384. La crypte a été construite en 1050 au-dessus de la sépulture par le prévôt Humbert.
Dans le transept nord, une statue du roi David se trouve sur un pilier. Au nord de la crypte, le monument funéraire du comte Van den Bergh et de son épouse Judoca Walburgis, comtesse de Leeuwenstein-Rochefort.
La chapelle située au nord du sanctuaire est dédiée aux saints Éloi et Marculphe.
La chapelle occidentale est consacrée aux saints Monulphe et Gondulphe. Les deux monuments avec les médaillons représentant saint Servais et saint Monulphe, sont du ciseau de Denis-Georges Bayar, artiste Namurois (1732).
La chapelle située à l'est du bergportaal est la chapelle Notre-Dame-des-Sept-Douleurs, ornée d'une Pietà du XVe siècle. Celle-ci est suivie plus à l'est par la chapelle de Sainte-Barbe.

## Cloches
La basilique compte six cloches. Trois d'entre elles sont dédiées à saint Servais (grammeer), à saint Lambert, et à saint Hubert. Les trois autres sont appelées « do-ré-mi ». Les cloches de saint Lambert et saint Hubert datent de 1984. Cinq cloches se trouvent dans la tour nord de la façade occidentale. La cloche saint Servais se trouve dans la tour sud.